# Les Dodds (cầu thủ bóng đá, sinh 1936)
Leslie Dodds (sinh ngày 12 tháng 10 năm 1936) là một cầu thủ bóng đá người Anh thi đấu ở vị trí thủ môn cho Sunderland.